# Basiothia
Basiothia is een geslacht van vlinders uit de familie van de pijlstaarten (Sphingidae). De soorten in dit geslacht komen alleen in het Afrotropisch gebied voor.

## Soorten
- Basiothia aureata (Karsch, 1891)
- Basiothia charis (Walker, 1856)
- Basiothia laticornis (Butler, 1879)
- Basiothia medea (Fabricius, 1781)
- Basiothia schenki (Moschler, 1872)